# Donja Paklenica
Donja Paklenica (en serbe cyrillique : Доња Пакленица) est un village de Bosnie-Herzégovine. Il est situé sur le territoire de la ville de Doboj et dans la république serbe de Bosnie. Selon les premiers résultats du recensement bosnien de 2013, il compte 579 habitants.

## Géographie
Le village est situé à la confluence des rivières Paklenica et Krivaja et à la confluence de la Paklenica et de la Bosna, un affluent droit de la Save.

## Histoire
Avant la guerre de Bosnie-Herzégovine, le village faisait partie de la municipalité de Maglaj.

## Démographie

### Évolution historique de la population dans la localité
| 1948 | 1953 | 1961 | 1971 | 1981 | 1991 | 2013 |
| ---- | ---- | ---- | ---- | ---- | ---- | ---- |
| -    | -    | 716  | 691  | 786  | 764  | 579  |

|  |

### Communauté locale
En 1991, Donja Paklenica faisait partie de la communauté locale de Paklenica qui comptait 1 392 habitants, répartis de la manière suivante :